# Iamerror
Iamerror fue una banda de Nintendocore de Riverside, Estados Unidos, fundada en 2005 por Peter Bunke y Will Williams bajo el nombre de "Abandon Ghostship".
Más tarde el nombre de la banda cambió a Iamerror.
En 2006 sus fanáticos filtraron canciones de Iamerror al internet bajo el nombre de Demo '06.
Cuando la banda estaba preparando su primer y único disco Will se retira para formar Apparatus cuando este estaba a medias y Peet decidió sacar a la luz lo que lograron hacer antes de la ida de Will, un demo titulado "Super IAE Alpha 2", este tiene los demos instrumentales del disco Trout Yogurt exceptuando unas pocas canciones.
Llega el nuevo guitarrista para la banda, Trevor Verteramo y finalmente la banda lanza Trout Yogurt.
Entre finales del 2008 e inicios de 2009 Peet se comenzó a desinteresar en el nintendocore y Trev se retira de la banda.
En 2009 Peet decide publicar una demo de lo que sería su siguiente trabajo "Grand Battle". Este demo está titulado "Shit Demo" o "Demo 09".
En 2010 Peet decide dejar de hacer música bajo el nombre de Iamerror y el proyecto se disuelve casi en su totalidad.
Más tarde Peet decidió nombrar su nuevo proyecto como solista Monomate y saca a la luz "Grand Battle".

## Discografía
- Homo History (2005)
- Demo '06 (2006)
- Super IAE Alpha 2 (2007)
- Trout Yogurt (2008)
- Demo '09 (2009)

- Datos: Q2881044